# Soulbook (album)
A Soulbook Rod Stewart 25. stúdióalbuma. Korábbi öt albumához (The Great American Songbook I-IV, valamint Still The Same; Great Rock Classics of Our Time) hasonlóan a Soulbookban is régi anyagok kerülnek feldolgozásra a motown és a soul műfajából. Az albumot 2009. október 17-én adták ki, producerei Steve Tyrell, Steven Jordan és Chuck Kentis voltak.
A Soulbook Stewart egymást követő hatodik albuma lett, amely a Top 5-ben debütált az amerikai Billboard 200-on, a 4. helyezést érte el. Kanadában és az Egyesült Királyságban is sikert aratott, így a kanadai albumlisták 3. helyére, az Egyesült Királyság albumlistáján pedig 9. helyre futott be. Ezenkívül az album a 41. helyen szerepelt a kanadai albumok 2010-es év végi listáján.

## Számlista
| 1.  | It's the Same Old Song                              | Steve Jordan                       | 4:15 |
| 2.  | My Cherie Amour (közreműködik Stevie Wonder)        | Jordan                             | 3:10 |
| 3.  | You Make Me Feel Brand New (duett Mary J. Blige-el) | Steve Tyrell                       | 4:36 |
| 4.  | (Your Love Keeps Lifting Me) Higher and Higher      | Jordan                             | 3:21 |
| 5.  | Tracks of My Tears (közreműködik Smokey Robinson)   | Tyrell                             | 3:36 |
| 6.  | Let It Be Me (duett Jennifer Hudson-nal)            | Jordan, Harvey Mason Jr.Sablon:Ref | 3:16 |
| 7.  | Rainy Night in Georgia                              | Tyrell                             | 4:13 |
| 8.  | What Becomes of the Broken Hearted                  | Jordan                             | 3:19 |
| 9.  | Love Train                                          | Chuck Kentis, Jordan, Tyrell       | 3:03 |
| 10. | You've Really Got a Hold on Me                      | Jordan                             | 3:17 |
| 11. | Wonderful World                                     | Jordan                             | 3:33 |
| 12. | If You Don't Know Me by Now                         | Tyrell                             | 3:59 |
| 13. | Just My Imagination                                 | Tyrell                             | 3:35 |

## Toplisták
| Toplista (2009)                              | Legmagasabb helyezés |
| -------------------------------------------- | -------------------- |
| Ausztrália (ARIA Top 50 Albums)              | 11                   |
| Ausztria (Ö3 Austria Top 40)                 | 37                   |
| Belgium (Ultratop Flandria)                  | 11                   |
| Belgium (Ultratop Vallónia)                  | 17                   |
| Kanada (Billboard Canadian Albums Chart)     | 3                    |
| Hollandia (Dutch Charts Album Top 100)       | 95                   |
| Németország (Media Control Top 100 Album)    | 33                   |
| Írország (IRMA)                              | 17                   |
| Mexikó (Top 100 México)                      | 22                   |
| Új-Zéland (Recorded Music NZ Top 40 Albums)  | 4                    |
| Lengyelország (ZPAV Album Top 50)            | 17                   |
| Egyesült Királyság (Scottish Albums)         | 7                    |
| Spanyolország (PROMUSICAE Top 100 Álbumes)   | 10                   |
| Svédország (Sverigetopplistan Top 60 Albums) | 4                    |
| Svájc (Schweizer Hitparade Top 100 Albums)   | 46                   |
| Egyesült Királyság (UK Albums Chart)         | 9                    |
| USA Billboard 200                            | 4                    |

| Toplista (2010)        | Legmagasabb pozíció |
| ---------------------- | ------------------- |
| Hungarian Albums Chart | 12                  |

| Toplista (2009)                    | Helyezés |
| ---------------------------------- | -------- |
| Australian Albums (ARIA)           | 55       |
| Belgian Albums (Ultratop Flanders) | 99       |
| Swedish Albums (Sverigetopplistan) | 18       |
| UK Albums (OCC)                    | 31       |

| Toplista (2010)             | Helyezés |
| --------------------------- | -------- |
| Australian Albums (ARIA)    | 82       |
| Canadian Albums (Billboard) | 41       |
| US Billboard 200            | 162      |

## Minősítések
| Régió | Minősítés  | Eladott példányszám |
| --- | ---------- | ------------------- |
| Ausztrália (ARIA)                                                                                                  | platina    | 70 000^             |
| Kanada (Music Canada)                                                                                              | platina    | 80 000^             |
| Magyarország (MAHASZ)                                                                                              | platina    | 6 000^              |
| Írország (IRMA) | arany      | 7 500^              |
| Új-Zéland (RMNZ)                                                                                                   | platina    | 15 000^             |
| Lengyelország (ZPAV)                                                                                               | arany      | 10 000*             |
| Svédország (GLF)                                                                                                   | arany      | 20 000^             |
| Egyesült Királyság (BPI)                                                                                           | 2× platina | 600 000^            |
| * Eladási példányszámok kizárólag a minősítés alapján. ^ Kiszállítási példányszámok kizárólag a minősítés alapján. |            |                     |

## Fordítás
Ez a szócikk részben vagy egészben  a   Soulbook című angol Wikipédia-szócikk ezen változatának fordításán alapul.  Az eredeti cikk szerkesztőit annak laptörténete sorolja fel. Ez a jelzés csupán a megfogalmazás eredetét és a szerzői jogokat jelzi, nem szolgál a cikkben szereplő információk forrásmegjelöléseként.